# Maison au 8, place du Marché-aux-Cochons-de-Lait à Strasbourg
La maison au 8, place du Marché-aux-Cochons-de-Lait est un monument historique situé à Strasbourg, dans le département français du Bas-Rhin.

## Localisation
Ce bâtiment est situé au 8, place du Marché-aux-Cochons-de-Lait à Strasbourg.

## Historique
L'édifice fait l'objet d'un classement au titre des monuments historiques depuis 1931.